# توفند اتا
توفند اتا (انگلیسی: Hurricane Eta) توفندی است که از شرق دریای کارائیب سرچشمه گرفت و از اوائل نوامبر تا کنون در غرب دریای کارائیب در حرکت است و به یک توفند گرمسیری قوی با سرعت حداکثر ۱۵۰ مایل در ساعت (۲۴۰ کیلومتر در ساعت) به قدرت ۹۲۳ بار (هر بار معادل ۱۰۰ کیلو پاسکال است) تبدیل شده‌است، که نسبت به رکورد ثبت شده در ۲۰۰۵ یک توفند گرمسیری قوی به‌شمار می‌رود.
این توفند در سوم نوامبر سواحل نیکاراگوئه را در جنوب پورتو کابیزاس درنوردید و تا هفتم نوامبر برخی کشورهای آمریکای مرکزی شامل هندوراس، مکزیک، پاناما، کاستاریکا، گواتمالا را دربر گرفت و اکنون کوبا و فلوریدای آمریکا را تهدید می‌کند.
این توفند تاکنون دست‌کم ۲۰۷ کشته بر جای گذاشته‌است که ۱۵۰ تن در گواتمالا، ۲۱ تن در مکزیک، ۸ تن در پاناما و ۲ نفر در نیکاراگوئه و ۲ نفر در کاستاریکا و ۱ نفر در السالوادور را شامل می‌شود.